# Міхара Маї
Маї Міхара (яп. 三原 舞依; нар. 22 серпня 1999, Кобе, Японія) — японська фігуристка, що виступає в жіночому одиночному катанні. Чемпіонка Фіналу Гран-Прі 2022. Дворазова чемпіонка (2017  2022), срібна призерка (2018), бронзова призерка (2019) Чемпіонату Чотирьох Континентів. Чемпіонка MK John Wilson Trophy (2022), етапу Гран-прі Еспоо (2022). Дворазова переможниця Зимової Універсіади (2018, 2022). Срібна (сезон 2022-2023) та бронзова (сезон 2016-2017) чемпіонка Японії.
Станом на 18 листопада 2024 року посідає 13-е місце в рейтингу Міжнародного союзу ковзанярів.

## Біографія
Народилася 22 серпня 1999 року в Кобе, Японія. Почала займатися фігурним катанням у другому класі початкової школи, після перегляду виступів фігуристки Мао Асади по телевізору. Міхара закінчила школу Ashiya High School у 2018 році, потім отримала ступінь бакалавра в Konan University у 2022 році.
Міхара страждає на ювенільний ідіопатичний артрит, але, незважаючи на хворобу, катається на ковзанах. У 2017 році вона підписала угоду про партнерство з японською компанією Sysmex, яка займається охороною здоров’я та пропагандою здорового способу життя. Станом на 2022 рік вона тричі жертвувала своє волосся на створення перук для людей, які втратили своє волосся внаслідок нещасних випадків або захворювань.
Має прізвисько «Попелюшка на льоду». 

## Спортивна кар'єра

#### Початок
Міхара почала займатися фігурним катанням у 2007 році. У сезоні 2012-2013 вона виграла бронзову медаль як новачок на Чемпіонаті Японії для новачків і посіла 8 місце на Чемпіонаті Японії серед юніорів.

#### Сезон 2013—2014
У сезоні 2013–2014 дебютувала на ISU Junior Grand Prix, посівши п’яте місце. Після виграшу японської національної срібної медалі на юніорському рівні вона завершила свій сезон, посівши дванадцяте місце на чемпіонаті Японії.

#### Сезон 2014—2015
Міхара посіла шосте місце на етапі Гран-прі у Любляні, Словенія. Потім вона посіла сьоме місце на Чемпіонаті Японії серед юніорів і дев'яте місце на Чемпіонаті Японії. 

#### Сезон 2015—2016
Міхара дебютувала на міжнародному турнірі серед дорослих на початку серпня 2015 року, вигравши Asian Open. Вона була нагороджена срібними медалями на змаганнях юніорського Гран-прі у Братиславі та Лінці, і пройшла кваліфікацію до Фіналу юніорського Гран-прі у Барселоні.
|                                       |  |
| Міхара на Фіналі юніорського Гран-прі |  |

Міхара посіла восьме місце на Чемпіонаті Японії серед юніорів і шосте на Фіналі юніорського Гран-прі. У грудні після Фіналу Гран-прі їй поставили діагноз артрит.

#### Сезон 2016—2017
У вересні Міхара брала участь у своєму першому змаганні серії «Челленджер» 2016 CS Nebelhorn Trophy. Посівши друге місце в короткій програмі та перше у довільній, вона виграла золоту медаль, випередивши росіянку Єлизавету Туктамишеву. Виграла бронзову медаль на Skate America після того, як посіла друге місце в короткій і третє у довільній програмі. Посіла четверте місце на Cup of China 2016.
|                         |  |
| Міхара на Skate America |  |

У грудні 2016 року Міхара завоювала бронзу на Чемпіонаті Японії, посівши п'яте місце в короткій і друге у довільній програмі. У лютому 2017 року вона посіла четверте місце в короткій і перше у довільній програмі на Чемпіонаті чотирьох континентів у Каннині, Південна Корея, випередивши канадку Габрієль Дейлман на 3,94 бала.
У березні 2017 року брала участь у Чемпіонаті світу в Гельсінкі, Фінляндія. Посіла п’ятнадцяте місце в короткій програмі, четверте у довільній і п’яте в загальному заліку. У квітні брала участь у складі збірної Японії на World Team Trophy 2017. Там Міхара встановила особистий рекорд у короткій програмі – 72,10 бала, і національний рекорд Японії у довільній програмі – 146,17 бала. Вона фінішувала другою після Євгенії Медведєвої та на 0,83 бала випередила співвітчизницю Вакабу Хігучі, тоді як збірна Японії виграла золоту медаль.

#### Сезон 2017—2018
Міхара виграла срібло на 2017 CS Autumn Classic International. Вона посіла четверте місце на обох етапах Гран-прі, Cup of China 2017 і Internationaux de France 2017.
|                                                |  |
| Міхара на 2017 CS Autumn Classic International |  |

Після п’ятого місця на Чемпіонаті Японії її було призначено на Чемпіонат чотирьох континентів 2018. На Чемпіонаті вона була третьою в короткій програмі після співвітчизниць Сатоко Міяхари та Каорі Сакамото. Після другого місця у довільній програмі та помилок Міяхари Міхара піднялася на друге місце в загальному заліку.
Сезон 2018—2019
Міхара виграла срібло на 2018 CS Nebelhorn Trophy. В короткій програмі на NHK Trophy посіла третє місце, в довільній — четверте, а в загальному заліку стала четвертою. Потім вона посіла друге місце на Internationaux de France 2018.
На Чемпіонаті Японії 2018 Міхара посіла третє місце в обох програмах і стала четвертою у загальному заліку. Її знову призначили до японської команди на Чемпіонат чотирьох континенті. На Чемпіонаті вона посіла восьме місце в короткій програмі і друге в довільній. В загальному заліку вона стала третьою. Це був її третій раз поспіль, коли вона стояла на подіумі Чемпіонату чотирьох континентів. Міхара завершила свій сезон на Зимовій Універсіаді 2019, де вона стала першою в короткій програмі і другою в довільній, а в загальному заліку посіла перше місце.

#### Сезон 2019—2020
Проблеми зі здоров'ям змусили Міхару відмовитися від участі в обох етапах Гран-прі. Вона не змагалася до кінця сезону.

#### Сезон 2020—2021
Міхара повернулася до змагань, вигравши бронзову медаль на Регіональному Чемпіонаті Кінкі, а потім срібну медаль на Western Sectionals. Оскільки пандемія COVID-19 вплинула на міжнародні подорожі, ISU розробив Гран-прі в основному на основі географічного розташування, і Міхара була однією з одинадцяти японських фігуристів, призначених на NHK Trophy 2020 разом із південнокорейською фігуристкою Ю Янг. У короткій програмі Міхара посіла сьоме місце. В довільній програмі була третьою, у загальному заліку стала четвертою.
Змагаючись на чемпіонаті Японії, Міхара посіла третє місце в короткій програмі і сьоме в довільній. У загальному заліку посіла п'яте місце.

#### Сезон 2021—2022
На початку сезону на турнірі 2021 CS Asian Open Trophy виграла золоту медаль. Спочатку вона була призначена лише на один етап Гран-прі — Cup of China 2021, який згодом був замінений на Gran Premio d'Italia 2021. Маї Міхара замінила Ріку Кіхіру на Skate Canada International 2021. Вона стала сьомою в короткій програмі і третьою в довільній. У загальному заліку стала четвертою, встановивши нові особисті рекорди. Змагаючись в Італії наступного тижня, вона знову посіла четверте місце, встановивши нові особисті рекорди у довільній програмі та загальному заліку.
На Чемпіонаті Японії Міхара посіла п’яте місце в короткій програмі і п'яте в довільній. Вона стала четвертою в загальному заліку і була призначена запасною для олімпійської збірної Японії і учасницею Чемпіонату чотирьох континентів 2022. На Чемпіонаті чотирьох континентів Міхара посіла перше місце як і в короткій, так і в довільній програмі. В загальному заліку стала першою, а отже вдруге стала чемпіонкою чотирьох континентів.

#### Сезон 2022—2023

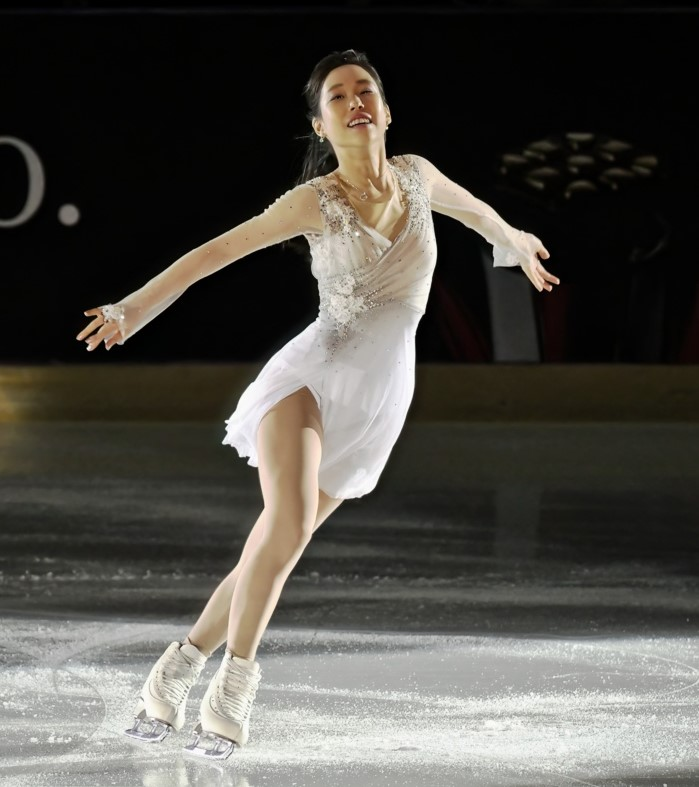
Міхара на гала-шоу John Wilson Trophy 2022

Міхара розпочала сезон на MK John Wilson Trophy 2022 у Шеффілді. Вона виграла коротку програму, випередивши американську фігуристку Ізабо Левіто на 0,17 бала. Маї виграла довільну програму і стала першою в загальному заліку, взявши свою першу золоту медаль Гран-Прі. На своєму другому етапі Гран-прі — Гран-прі Еспоо 2022 посіла перше місце в загальному заліку. Таким чином, Міхара пройшла до Фіналу Гран-прі.
На Фіналі Гран-прі в Турині фігуристка фінішувала другою в короткій програмі, відставши від Каорі Сакамото на 1,28 бала і лише на 0,34 бала випередивши Луну Гендрікс, яка посіла третє місце. Далі Міхара фінішувала першою у довільній програмі. У загальному заліку вона стала першою.
Після перемоги у Фіналі Гран-прі Міхара взяла участь у Чемпіонаті Японії як претендентка на титул. Вона фінішувала другою в короткій програмі з результатом 74,70 бала. У довільній програмі вона також була другою. На Чемпіонаті Японії фігуристка виграла срібну медаль.
Змагаючись на своїх другій Зимовій Універсіаді, цього разу в Лейк-Плесіді, Міхара фінішувала другою в короткій програмі, поступившись Каорі Сакамото. Виграла довільну програму і стала першою в загальному заліку, ставши вдруге переможницею Зимової Універсіади. Таким чином, Маї Міхара стала третьою жінкою, яка двічі вигравала це змагання, після Міви Фукухари і Тоні Квятковскі. Далі Міхара виступала на International Challenge Cup наприкінці лютого, вигравши срібну медаль.
На Чемпіонаті світу 2023 посіла третє місце в короткій програмі та шосте в довільній. В загальному заліку стала п'ятою. 
На Командному чемпіонаті світу в Токіо Міхара посіла п'яте місце в короткій і довільній програмах. У результаті змагань збірна Японії виграла бронзову медаль.

#### Сезон 2023—2024
Маї Міхара мала розпочати сезон на турнірі Finlandia Trophy 2023 у жовтні, але травма правої щиколотки змусила її відмовитися від цієї події. Згодом вона також відмовилася від етапу Гран-прі Cup of China 2023. Однак їй вдалося взяти учать у етапі Гран-прі NHK Trophy 2023, де у загальному заліку вона посіла восьме місце.
На Чемпіонаті Японії Міхара фінішувала п'ятою в загальному заліку. Вона була призначена на Чемпіонат чотирьох континентів 2024 року, де посіла п'яте місце в короткій програмі та сьоме у довільній. У загальному заліку стала сьомою. Пізніше фігуристка сказала: «Я не думаю, що зможу закінчити тут. Я сподіваюся, що зможу відновити свої розум і тіло і перейти до наступного сезону та далі».

#### Сезон 2024—2025

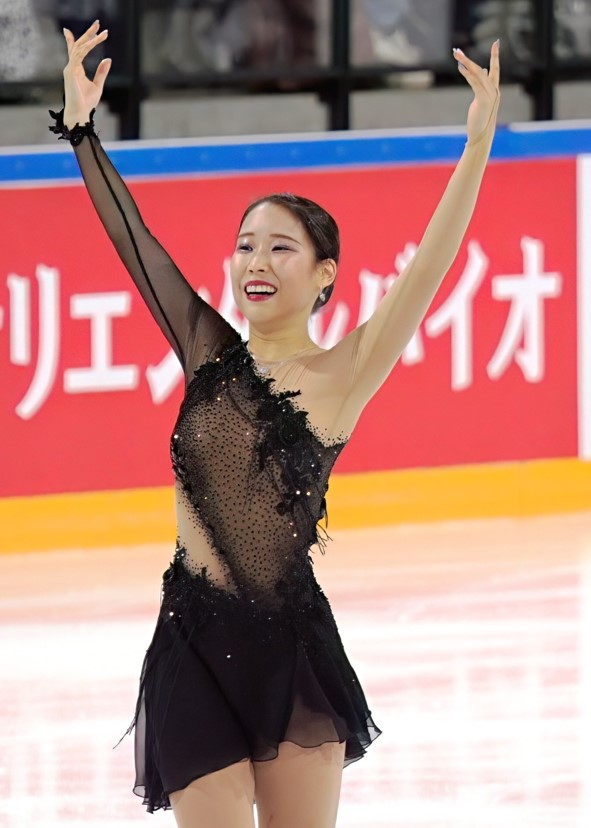
Міхара на етапі Гран-прі у Франції 2024 року

Остаточно відновившися від стресового перелому правої щиколотки, Міхара розпочала сезон з бронзової медалі на турнірі Asian Open Trophy. На етапі Гран-прі у Франції вона фінішувала сьомою, а на етапі у Фінляндії восьмою.

## Програми
| Сезон     | Коротка програма | Довільна програма | Показові виступи |
| --------- | --- | --- | --- |

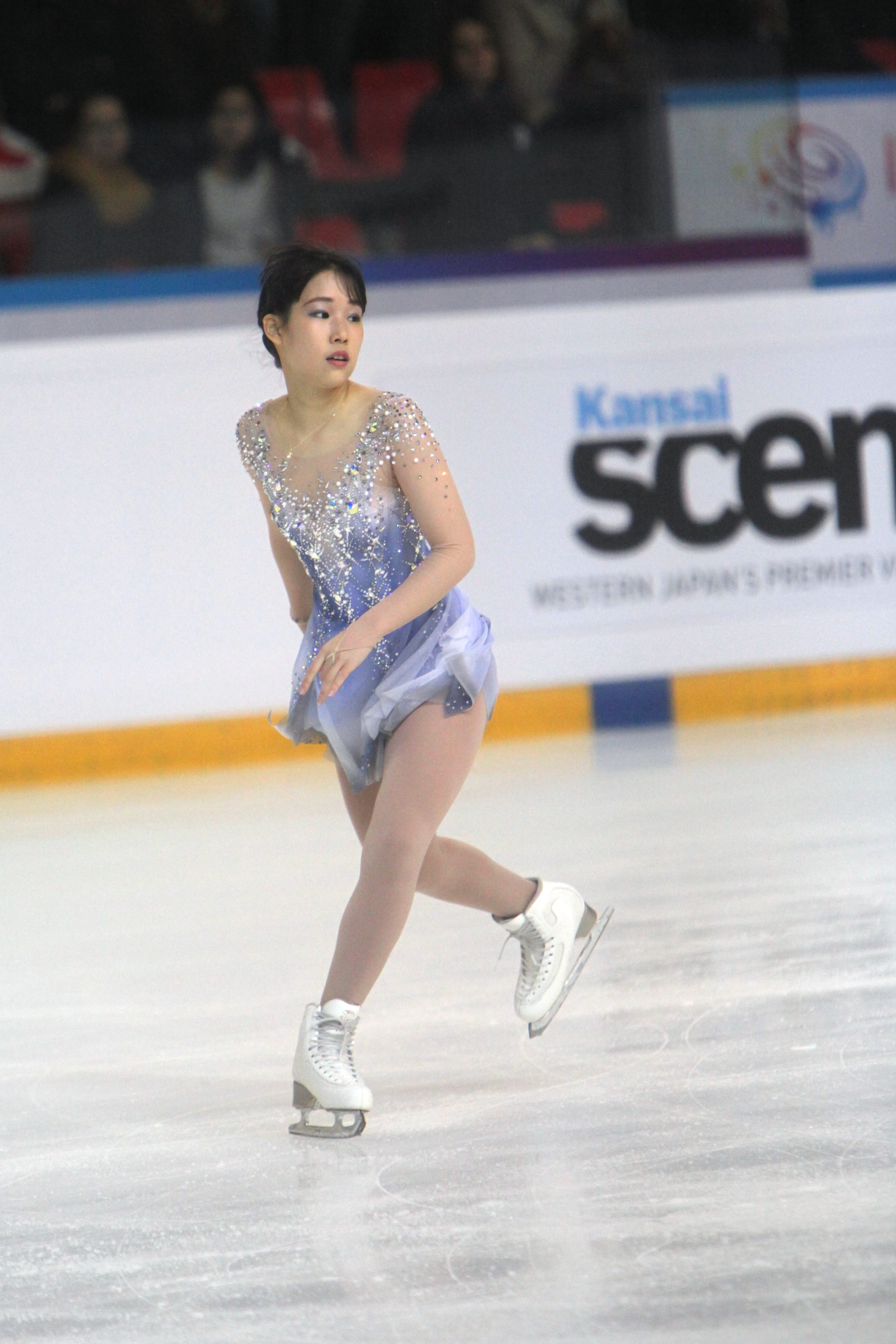
Міхара виступає на Internationaux de France 2018

| 2024—2025 | - «GRIEF» Тоні Енн. Хореограф-постановник Міша Ге                                                                                   | - «Red Violin» Хоакін Родріго та Ікуко Кавай. Хореограф-постановник Девід Вілсон | - «Survivor» Destiny's Child. (у виконанні 2WEI та Едда Хайес). Хореографиня-постановниця Кана Мурамото                                                                      |
| 2023—2024 | - «To Love You More» Селін Діон. Хореограф-постановник Джеффрі Баттл                                                                | - «Планети»: - «II. Venus, the Bringer of Peace» - «III. Mercury, the Winged Messenger» - «IV. Jupiter, the Bringer of Jollity» Густав Холст (у виконанні Торортського симфонічного оркестру і Пітера Унджяна) - «I Vow to Thee, My Country» Густав Холст (у виконанні Кетрін Дженкінс, Ентоні Інглісса та Празького симфонічного оркестру). Хореограф-постановник Девід Вілсон | - «Hana» Рімі Нацукава. Хореографиня-постановниця Акіко Судзукі - «Shake It Off» Тейлор Свіфт. Хореограф-постановник Джейсон Браун                                           |
| 2022—2023 | - «Merry Christmas, Mr. Lawrence» (з фільму «Щасливого Різдва, містере Лоуренс») Рюіті Сакамото. Хореограф-постановник Девід Вілсон | - «El amor brujo» Мануель де Фалья. Хореограф-постановник Девід Вілсон | - «Never Enough» (з фільму «Найвеличніший шоумен») Лорен Оллред. Хореограф-постановник Девід Вілсон - «Amazing Grace» Celtic Woman                                           |
| 2021—2022 | - «I Dreamed a Dream» (з мюзиклу «Відторгнуті») Клод-Мішель Шонберг. Хореограф-постановник Девід Вілсон                             | - «Fairy of the Forest» - «Galaxy» Юко Тойода. Хореограф-постановник Лорі Нікол | |
| 2020—2021 | - «It's Magic» (з фільму «Роман у відкритому морі»; у виконанні Доріс Дей). Хореограф-постановник Девід Вілсон                      | - «Fairy of the Forest» - «Galaxy» Юко Тойода. Хореограф-постановник Лорі Нікол | - «Hero» Мерайя Кері |
| 2019—2020 | Не брала участі у змаганнях | Не брала участі у змаганнях | Не брала участі у змаганнях |
| 2018—2019 | - «It's Magic» (з фільму «Роман у відкритому морі»; у виконанні Доріс Дей). Хореограф-постановник Девід Вілсон                      | - «Carlotta» - «Gabriel's Oboe (Whispers in a Dream)» (у виконанні Гейлі Вестенра) - «Vita Nostra» The Mission Енніо Морріконе. Хореограф-постановник Девід Вілсон | - «Hero» Мерайя Кері - «Попелюшка» Патрік Дойл. Хореограф-постановник Юка Сато                                                                                               |
| 2017—2018 | - «Libertango» Астор П'яццолла. Хореограф-постановник Бенуа Рішо                                                                    | - «Carlotta» - «Gabriel's Oboe (Whispers in a Dream)» (у виконання Гейлі Вестенра) - Vita Nostra The Mission. Енніо Морріконе. Хореограф-постановник Девід Вілсон | - «Попелюшка» Патрік Дойл. Хореограф-постановник Юка Сато - «La Califfa» Сара Брайтман                                                                                       |
| 2016—2017 | - «Інтродукція і рондо капріччіозо» Каміль Сен-Санс. Хореограф-постановник Массімо Скалі                                            | - «Попелюшка» Патрік Дойл. Хореограф-постановник Юка Сато | - «Méditation (Thaïs)» Жюль Массне - «Le Jazz Hot!» (з мюзиклу «Віктор/Вікторія»; у виконанні Джулі Ендрюс) - «Caprice No. 24» Нікколо Паганіні (у виконанні Bilen Yildirir) |
| 2015—2016 | - «Інтродукція і рондо капріччіозо» Каміль Сен-Санс. Хореограф-постановник Массімо Скалі                                            | - «Giselle» Адольф Адан. Хореографи-постановники Марина Зуєва, Юкина Ота, Масахиро Кавогое | |
| 2014—2015 | - «Les Filles de Cadix» Лео Деліб (у виконанні Діна Дурбін). Хореограф-постановник Масахиро Кавогое                                 | - «Giselle» Адольф Адан. Хореографи-постановники Марина Зуєва, Юкина Ота, Масахиро Кавогое | - «Le Jazz Hot!» (з серіалу «Хор»; у виконанні Кріс Колфер) |
| 2013—2014 | - «Sakura» Наотаро Морияма. Хореограф-постановник Масахиро Кавогое                                                                  | - «Вестсайдська історія» Леонард Бернстайн. Хореограф-постановник Масахиро Кавогое | - «Disney» Френк Черчилль |

## Спортивні досягнення

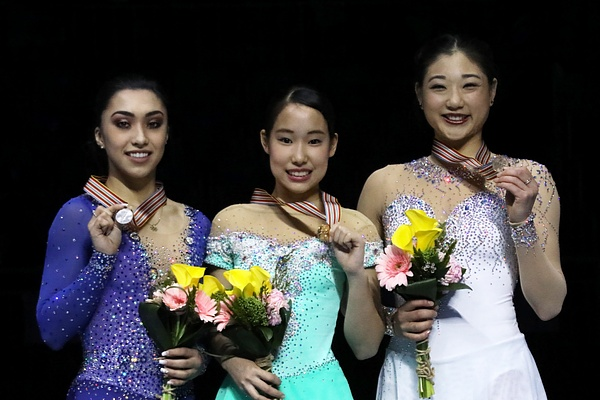
Призерки Чемпіонату чотирьох континентів 2017 (зліва направо): Габрієль Дейлман (срібло), Маї Міхара (золото), Мірай Наґасу (бронза)

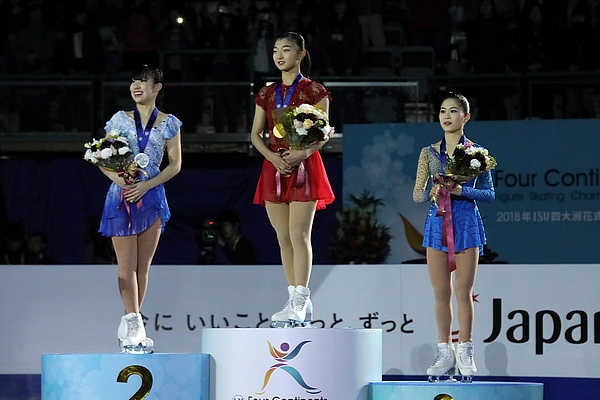
Призерки Чемпіонату чотирьох континентів 2018 (зліва направо): Маї Міхара (срібло), Каорі Сакамото (золото), Сатоко Міяхара (бронза)

| Змагання                                | 12/13                    | 13/14                    | 14/15                    | 15/16                    | 16/17                    | 17/18                    | 18/19                    | 19/20                    | 20/21                    | 21/22                    | 22/23                    | 23/24                    | 24/25                    |
| Міжнародні індивідуальні                | Міжнародні індивідуальні | Міжнародні індивідуальні | Міжнародні індивідуальні | Міжнародні індивідуальні | Міжнародні індивідуальні | Міжнародні індивідуальні | Міжнародні індивідуальні | Міжнародні індивідуальні | Міжнародні індивідуальні | Міжнародні індивідуальні | Міжнародні індивідуальні | Міжнародні індивідуальні | Міжнародні індивідуальні |
| --------------------------------------- | ------------------------ | ------------------------ | ------------------------ | ------------------------ | ------------------------ | ------------------------ | ------------------------ | ------------------------ | ------------------------ | ------------------------ | ------------------------ | ------------------------ | ------------------------ |
| Чемпіонати світу                        |                          |                          |                          |                          | 5                        |                          |                          |                          |                          |                          | 5                        |                          |                          |
| Чемпіонати чотирьох континентів         |                          |                          |                          |                          | 1                        | 2                        | 3                        |                          |                          | 1                        |                          | 7                        |                          |
| Фінал Гран-прі                          |                          |                          |                          |                          |                          |                          |                          |                          |                          |                          | 1                        |                          |                          |
| Етап Гран-прі: Фінляндія                |                          |                          |                          |                          |                          |                          |                          |                          |                          |                          | 1                        |                          |                          |
| Етап Гран-прі: Skate Canada             |                          |                          |                          |                          |                          |                          |                          |                          |                          | 4                        |                          |                          |                          |
| Етап Гран-прі: Cup of China             |                          |                          |                          |                          | 4                        | 4                        |                          |                          |                          |                          |                          |                          |                          |
| Етап Гран-прі: Internationaux de France |                          |                          |                          |                          |                          | 4                        | 2                        |                          |                          |                          |                          |                          | 7                        |
| Етап Гран-прі: NHK Trophy               |                          |                          |                          |                          |                          |                          | 4                        |                          | 4                        |                          |                          | 8                        |                          |
| Етап Гран-прі: Skate America            |                          |                          |                          |                          | 3                        |                          |                          |                          |                          |                          |                          |                          |                          |
| Етап Гран-прі: Велика Британія          |                          |                          |                          |                          |                          |                          |                          |                          |                          |                          | 1                        |                          |                          |
| Етап Гран-прі: Італія                   |                          |                          |                          |                          |                          |                          |                          |                          |                          | 4                        |                          |                          |                          |
| Челленджер. Autumn Classic              |                          |                          |                          |                          |                          | 2                        |                          |                          |                          |                          |                          |                          |                          |
| Челленджер. Asian Open Trophy           |                          |                          |                          |                          |                          |                          |                          |                          |                          | 1                        |                          |                          | 3                        |
| Челленджер. Nebelhorn Trophy            |                          |                          |                          |                          | 1                        |                          | 2                        |                          |                          |                          |                          |                          |                          |
| Зимова Універсіада                      |                          |                          |                          |                          |                          |                          | 1                        |                          |                          |                          | 1                        |                          |                          |
| Кубок Азії                              |                          |                          |                          | 1                        |                          |                          |                          |                          |                          |                          |                          |                          |                          |
| Challenge Cup                           |                          |                          |                          |                          |                          |                          |                          |                          |                          |                          | 2                        |                          |                          |
| Coupe du Printemps                      |                          |                          |                          |                          |                          | 1                        |                          |                          |                          |                          |                          |                          |                          |
| Міжнародні командні                     |                          |                          |                          |                          |                          |                          |                          |                          |                          |                          |                          |                          |                          |
| Командний Чемпіонат світу               |                          |                          |                          |                          | 1                        |                          |                          |                          |                          |                          | 3                        |                          |                          |
| Національні                             |                          |                          |                          |                          |                          |                          |                          |                          |                          |                          |                          |                          |                          |
| Чемпіонат Японії                        |                          | 12                       | 9                        |                          | 3                        | 5                        | 4                        |                          | 5                        | 4                        | 2                        | 5                        |                          |
| Першість Японії серед юніорів           | 8                        | 2                        | 7                        | 8                        |                          |                          |                          |                          |                          |                          |                          |                          |                          |
| Міжнародні юніорські                    |                          |                          |                          |                          |                          |                          |                          |                          |                          |                          |                          |                          |                          |
| Фінал юніорського Гран-прі              |                          |                          |                          | 6                        |                          |                          |                          |                          |                          |                          |                          |                          |                          |
| Етап юніорського Гран-прі: Білорусь     |                          | 5                        |                          |                          |                          |                          |                          |                          |                          |                          |                          |                          |                          |
| Етап юніорського Гран-прі: Словенія     |                          |                          | 6                        |                          |                          |                          |                          |                          |                          |                          |                          |                          |                          |
| Етап юніорського Гран-прі: Словаччина   |                          |                          |                          | 2                        |                          |                          |                          |                          |                          |                          |                          |                          |                          |
| Етап юніорського Гран-прі: Австрія      |                          |                          |                          | 2                        |                          |                          |                          |                          |                          |                          |                          |                          |                          |
| Кубок Азії                              |                          | 2                        |                          |                          |                          |                          |                          |                          |                          |                          |                          |                          |                          |
| Gardena Spring Trophy                   |                          |                          | 1                        |                          |                          |                          |                          |                          |                          |                          |                          |                          |                          |
| Challenge Cup                           |                          | 4                        |                          |                          |                          |                          |                          |                          |                          |                          |                          |                          |                          |